# Cornubite
La cornubite è un minerale.